# 騎馬與砍殺II：領主
《骑马与砍杀II：領主》是一款由TaleWorlds公司開發的中世紀背景動作角色扮演遊戲，是2007年TaleWorlds開發游戏《骑马与砍杀》的续作。本作於2020年3月在Steam開放搶先體驗版，並於2022年10月正式發布、支援創意工坊。

## 背景

### 設定
本作背景設定在《騎馬與砍殺：戰團》的200年前，當時卡拉迪亞帝國正日漸衰敗，在前作中出現過的諸多王國雛形也逐漸崛起。卡拉迪亞帝國的衰亡類似於現實歷史上西罗马帝国的衰落。本作的武器、裝備與建築會參考西元600年到1100年這段歷史來設計。

### 陣營
本作將出現至少八個主要陣營，每個陣營由數個家族或部族所組成，此外也會出現諸如雇傭兵、不法之徒等小型派系，這些陣營都擁有不同的競爭目標。

#### 阿塞萊（Aserai）
位于卡拉迪亞南部的納哈撒沙漠，生活於南方沙漠與綠洲，骑兵与步兵都善于作战，保持了良好的平衡，統治者是安奇德（Sultan Unqid），灵感来源于歷史上前伊斯蘭時代的阿拉伯部落。

#### 巴旦尼亞（Battania）
世代居住於大陸西北方山区，擅長使用长弓，是夜袭与突然冲锋的高手，統治者是卡拉多（King Caladog）。從遠古時代開始，巴旦尼亚就由至高王统领，在敦萨那赫的圣山舉行隆重的仪式为他加冕，他們的山頂要塞已經見證了無數次抵抗外來入侵者的戰爭。灵感来源于歷史上古典時代的凯爾特人。

#### 北帝國（Northern Empire）
帝國三分后的其中一個势力，控制了帝国北部三分之一的领土，與其他兩個帝國势力一樣他們擁有專門的裝甲騎兵和熟練的弓箭手，與其他兩個分裂帝國接壤，統治者是吕松（Senator Lucon），倾向于寡头政治和严格贯彻帝国法，认为帝国不是一个君主制国家，他希望恢复元老院任命新皇帝的权利。

#### 南帝國（Southern Empire）
帝国三分后的其中一个势力，控制了帝国南部三分之一的领土，與其他兩個帝國势力一樣他們擁有專門的裝甲騎兵和熟練的弓箭手，其領土與其他兩個分裂帝國接壤，統治者是拉盖娅（Empress Rhagaea）。這個帝國由前皇帝的遗孀統治，希望已故皇帝的獨生女繼承王位。

#### 西帝國（Western Empire）
帝国三分后的其中一个势力，控制了帝国西部三分之一的领土，與其他兩個帝國势力一樣他們擁有專門的裝甲騎兵和熟練的弓箭手，其領土與其他兩個分裂帝國接壤，統治者是加里奥斯（Garios）。這個帝國由一位将军領導，他希望帝國軍队来選擇新皇帝。

#### 库赛特汗國（Khuzait）
位於卡拉迪亞東部的草原，大量使用騎射部隊，兼具机动力与攻击性。他们的祖先原先满足于游牧民族逐草而居的生活，偶尔进入帝国境内劫掠和护送草原上的商队，后来在库赛特人乌尔浑（Urkhun）的领导下占领了帝国东部地区建立了汗国，现任可汗是蒙楚格（Monchug），灵感来源于历史上入侵过欧洲的蒙古游牧民族。

#### 斯特吉亞（Sturgia）
生活在卡拉迪亞東北部寒冷又險惡的森林中，統治整個東北方森林的民族，專精於劍與斧的武裝步兵，統治者是拉瓦甘德（Prince Raganvad）。他們是來自遙遠北方的商人和冒險家，斯特吉亚人凶猛而好戰。斯特吉亚的森林裡面蘊藏著巨大的財富，例如皮毛，野生蜂蜜和鐵礦石。灵感来源于歷史上的維京人和東歐斯拉夫諸國。

#### 瓦蘭迪亞（Vlandia）
佔據了卡拉迪亚大陸的西海岸，大陸西方最強大的封建王國，以重裝騎兵聞名，統治者是德瑟特（King Derthert），由受帝國之僱前來保衛邊疆的僱傭兵和冒險者们組成，他們來自海外，会说許多國家的語言，为帝國的銀幣而保護邊境，以對抗其內部未征服的部落。他們開始時的領土要比其他派系略多，但容易受到內乱的影響。灵感来源于歷史上的諾曼人及法蘭克人。

## 開發
2012年9月，TaleWorlds宣布遊戲正在開發中，同時釋出一部預告影片。
遊戲畫面相比前作《騎馬與砍殺：戰團》來說進步相當顯著，擁有更好的陰影效果與更精緻的模組。在人物動作方面使用動作捕捉技術來製作，人物臉部表情也會進行升級，讓人物情緒表現更加生動活潑。
遊戲系統方面，將會有全新的物品介面以及更好的AI。基於玩家們的回饋，攻城系統也會進行改善，在攻城時可以採取更多種策略。

## 爭議

### 亞洲區伺服器黑名單事件
2020年5月，有玩家在使用Steam連上亞洲區（涵中國大陸、港澳、台灣、新加坡、日韓等地）多人連線伺服器後，發現因為帳號名稱含有“維尼、習近平、共產黨、武漢肺炎”等詞彙而被禁止連線，因而提起抗議，引發使用國際帳號及登錄亞洲伺服器，卻需要接受中國管制並進行言論審查等爭議。對此伺服器管理方網易公司回應此黑名單雖然不影響Steam單機遊玩，但可以以發生此問題，申請退款，不需理會是否過了退款期限。此一事件引起了亞洲玩家是否需要接受言論管制的爭議。

## 外部連結
- 官方网站